# Subdisciplinas e áreas de atuação da psicologia

Psi, letra grega associada a psicologia

A psicologia, enquanto ciência que estuda o comportamento, a experiência subjetiva e os processos mentais a eles subjacentes, possui área de trabalho muito ampla. Além da pesquisa científica há um número sempre maior de áreas em que o conhecimento da psicologia teórica é aplicado. Além disso a aproximação da psicologia com as neurociências, (neuropsicologia) processo observável já nos primórdios da psicologia científica e que se tem acentuado muito nos últimos vinte anos, conduziu a uma expansão da própria área de estudo da disciplina, de tal forma que hoje se acrescenta à definição de psicologia também o estudo dos processos neurológicos subjacentes aos processos mentais. O presente Artigo procura oferecer uma visão geral e sucinta da disciplina e de suas diversas áreas de atuação, oferecendo ligações para os artigos mais específicos.

## Visão geral da disciplina
A psicologia enquanto disciplina se organiza de acordo com os diferentes objetos a que ela se dedica:
- Pesquisa básica é a parte da ciência dedicada ao aumento do conhecimento teórico. Na psicologia ela toma as seguintes formas:
  - a. Psicologia geral é o estudo dos processos mentais e das formas de comportamento comuns a todos os seres humanos. Essa área da psicologia estuda: os processos de aprendizagem (psicologia da aprendizagem); as emoções/afetos; os pensamentos,a memória, a cognição e os processos de resolução de problemas, a motivação e os processos de tomada de decisão, a linguagem (psicolinguística), e a percepção;
  - b. Psicologia diferencial ou psicologia da personalidade é a parte da psicologia que se dedica às características psicológicas em que os seres humanos se diferenciam. Seus principais temas são: a personalidade, a inteligência, o temperamento, as competências individuais. Intimamente ligada a ela está a psicometria, que é o estudo dos métodos adequados de se medir essas características;
  - c. Psicofisiologia ou psicologia biológica é o estudo da ligação entre processos corporais, genéticos (cerebrais e do sistema nervoso, hormonais, etc.) e os processos mentais. Ligada a ela se encontra a neurociência (neuropsicologia);
  - d. Psicologia do desenvolvimento é o estudo do desenvolvimento e das transformações que o comportamento e os processos mentais sofrem no decorrer da vida. A psicologia do desenvolvimento se divide por sua vez em duas grandes áreas: a mais antiga psicologia do desenvolvimento infanto-juvenil, que se dedica ao desenvolvimento nessa faixa etária e mais recente psicologia do desenvolvimento no decorrer da vida, que se dedica às mudanças que ocorrem na idade adulta, desde a juventude até a idade mais avançada;
  - e. Psicologia social é o estudo do comportamento e dos processos mentais do indivíduo quando em grupos;
  - f. Psicologia cultural comparada (cross-cultural psychology) é o estudo das diferenças de comportamento e de processos mentais entre pessoas de diferentes culturas. A ela muito próxima se encontram a psicologia cultural, que é o estudo do papel da cultura na formação do comportamento e dos processos mentais, e a psicologia intercultural, que estuda o contato entre pessoas de diferentes culturas.
- Pesquisa aplicada é a parte da ciência que se dedica à solução de problemas práticos com base no conhecimento teórico obtido pela pesquisa básica. Na psicologia recebe o nome de psicologia aplicada - que tem por fim o desenvolvimento de métodos de intervenção psicológica e toma as seguintes formas:
  - a. Psicologia do trabalho e das organizações dedica-se ao estudo do comportamento e dos processos mentais no ambiente de trabalho e ao desenvolvimento de métodos de psicodiagnóstico para escolha de pessoal e de formas de intervenção para a solução de problemas no trabalho (Síndrome de Burnout, mobbing, etc.) e para o desenvolvimento de pessoal;
  - b. Psicologia clínica dedica-se ao estudo dos problemas de comportamento e dos processos mentais, com as suas áreas ainda mais práticas: a intervenção clínico-psicológica, que engloba a psicoterapia, a psicologia da reabilitação e o aconselhamento psicológico, e o trabalho de diagnóstico clínico. Tematicamente próximas, de maneira que por vezes se interpenetram os saberes, estão: a psicanálise,  a psiquiatria, a psicofarmacologia e a psicopatologia;
  - c. Psicologia educacional ou Psicologia da educação é o estudo da aplicação do conhecimento psicológico ao ensino, tanto de crianças como de adultos. Uma subdisciplina específica é a psicologia escolar ou psicopedagogia, direcionada ao ensino escolar;
  - d. Outras áreas aplicadas, por exemplo, à Comunicação Interpessoal, ao comportamento sexual, à agressividade, ao comportamento em grupo, ao sono e ao sonho, ao prazer e à dor, à propaganda, à seleção e treinamento de pessoal em firmas, à prevenção de doenças, ao treinamento de pessoas que devem trabalhar com pessoas de outra cultura, à integração de imigrantes ou outros grupos à sociedade, ao trabalho forense, à organização do tráfego, entre outros.

As diferentes áreas da psicologia não indicam tanto áreas temáticas separadas, mas antes perpectivas de pesquisa. Assim um mesmo tema - por exemplo medo - pode ser estudado de diferentes perspectivas por pesquisadores das diferentes áreas.
Além disso, fazem parte da formação do psicólogo um profundo conhecimento de metodologia científica e de história da psicologia.

## Áreas de atuação
Destacam-se como visto a atuação clínica, e as aplicações à área escolar e organizacional, contudo constantemente surgem novas áreas e subdivisões das áreas de atuação já estabelecidas. Assim sendo considere-se provisória essa relação: (Para maiores detalhes ver o verbete Psicologia Aplicada):
- Psicologia ambiental
- Psicologia clínica
- Psicologia criminal
- Psicologia comunitária
- Psicologia da moda
- Psicologia da religião
- Psicologia da saúde
- Psicologia do trabalho
- Psicologia econômica
- Psicologia educacional
- Psicologia esportiva
- Psicologia forense
- Psicologia hospitalar
- Psicologia industrial
- Psicologia jurídica

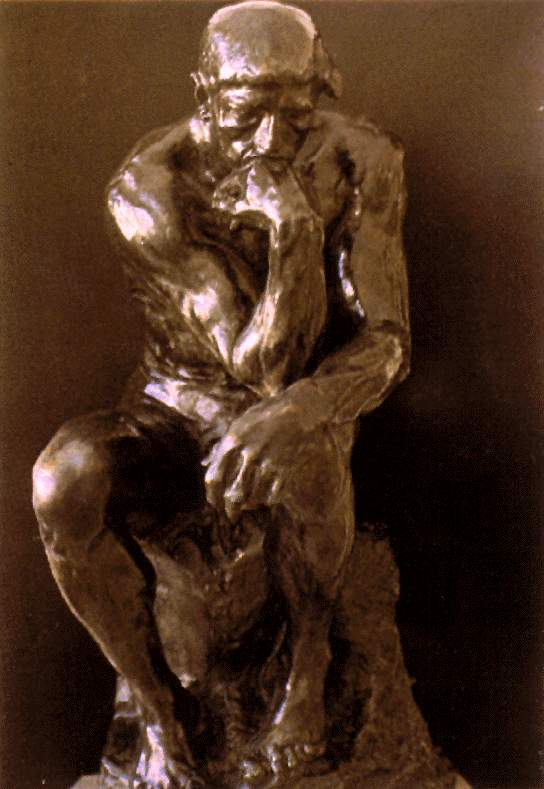
O Pensador de Rodin, em introspecção.

- Psicologia médica / Medicina comportamental
- Psicologia no serviço público de saúde
- Psicologia organizacional
- Psicopedagogia
- Psicologia social do trabalho
- Psicologia e toxicomanias